# Antenor Nascentes

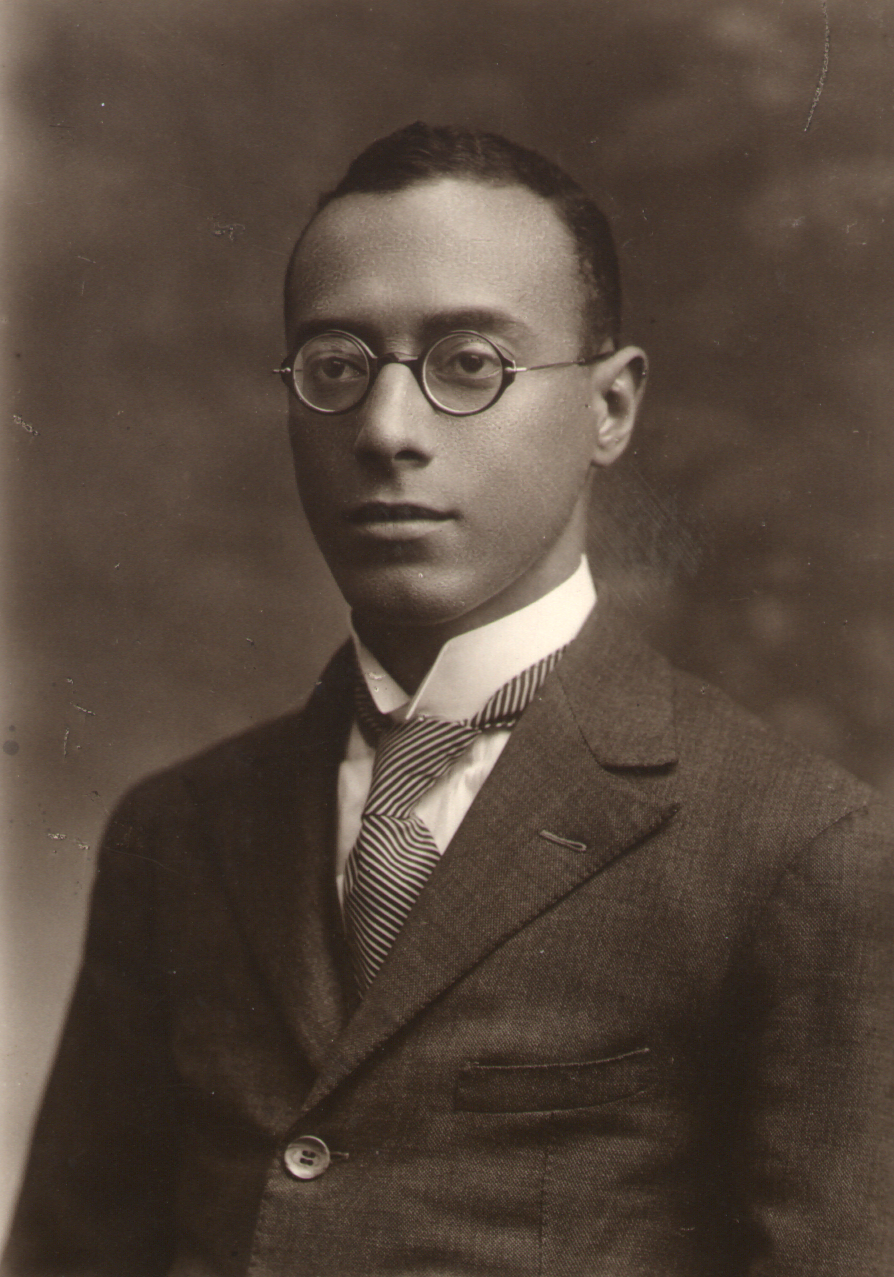
Antenor Nascentes

Antenor Nascentes (* 17. Juni 1886 in Rio de Janeiro; † 6. September 1972 ebenda) war ein brasilianischer Romanist, Lusitanist, Hispanist, Didaktiker, Grammatiker und Lexikograf.

## Leben
Nascentes studierte Jura und arbeitete von 1908 bis 1919 im Justizministerium. Ab 1919 war er Gymnasiallehrer an der Eliteschule Colégio Pedro II (mit Professorenstatus), zuerst für Spanisch, ab 1928 für Portugiesisch. Dann wechselte er auf den Lehrstuhl für Romanische Philologie der Universidade Federal do Rio de Janeiro. 1952 wurde er emeritiert.
Nascentes war 1944 Gründungsmitglied der Academia Brasileira de Filologia. Er war Träger des Preises Prêmio Machado de Assis (1962).

## Werke

### Wörterbücher
- Dicionário etimológico da língua portuguesa, 2 Bde., Rio de Janeiro 1932 (1937)-1952 (Wörter und Eigennamen; 1932 macht die Information von Jules Cornu alphabetisch zugänglich; Vorwort von Wilhelm Meyer-Lübke).
- Dicionário de dúvidas e dificuldades do idioma nacional, Rio de Janeiro 1941, 1952, 1967
- Tesouro da fraseología brasileira, Rio de Janeiro 1945, 1966
- Léxico de nomenclatura gramatical brasileira, Rio de Janeiro 1946
- Dicionário básico do português do Brasil, São Paulo 1949, 1952, 1966
- Dicionário da língua portuguêsa, 4 Bde., Rio de Janeiro 1961-1967, 1988 (2104 Seiten); u. d. T. Dicionário ilustrado da lingua portuguesa, 6 Bde., Rio de Janeiro 1972 (1736 S., Academia brasiléira de letras)
- Dicionário etimológico resumido, Rio de Janeiro 1966
- Dicionário de sinónimos, Rio de Janeiro 1969

### Weitere Linguistik und Philologie
- Um ensaio de phonetica differencial luso-castelhana. Dos elementos gregos que se econtram no espanhol, Rio de Janeiro 1919
- O linguajar carioca em 1922, Rio de Janeiro 1922, 1953 (Carioca = Einwohner von Rio)
- Apostilas de português, São Paulo 1923
- O Idioma Nacional, 3 Bde., Rio de Janeiro 1926-1928; 5 Bde., 1930-1936, 1944 (Lehrbuch: Grammatik, Anthologie, Didaktik)
- Noções de estilística e de literatura, Rio de Janeiro 1929
- Num paiz fabuloso, Rio de Janeiro 1934
- Gramática da língua espanhola para uso dos brasileiros, Rio de Janeiro 1934, 1943
- O idioma nacional na escola secundária, São Paulo 1935, 1944, 1960 (Didaktik des Portugiesischen)
- Método prático de análise lógica, São Paulo 1935, Rio 1956
- America do Sul, São Paulo 1937
- Estudos filológicos, Rio de Janeiro 1939
- (Hrsg.) Antología espanhola e hispano-americana, Rio de Janeiro 1943, 1945
- A gíria brasileira, Rio de Janeiro 1953 (Gaunersprache)
- Elementos de filología românica, Rio de Janeiro 1954
- Efemérides cariocas, Rio de Janeiro 1957, 1965
- O Problema da Regência. Regência Integral e Viva, Rio de Janeiro 1960
- Bases para a elaboração do atlas lingüístico do Brasil, Rio de Janeiro 1961